# Lista de disses em português
Esta é uma lista de disses em língua portuguesa. Uma canção intitulada diss é uma música que pretende atacar um cantor ou uma gravadora adversária, de modo direto ou indireto, sendo predominante no meio do hip hop.
Uma diss não deve ser confundida com uma reserva de punchline, visto que esta última se configura apenas em alguns versos de ataque a determinado cantor, e não a música inteira em si. Um exemplo de uma punchline foi a canção "Das Arábia", do grupo Costa Gold, que fez um ataque direto para o grupo Terceira Safra; no entanto, foi um ataque isolado e não na música inteira.

## Lista

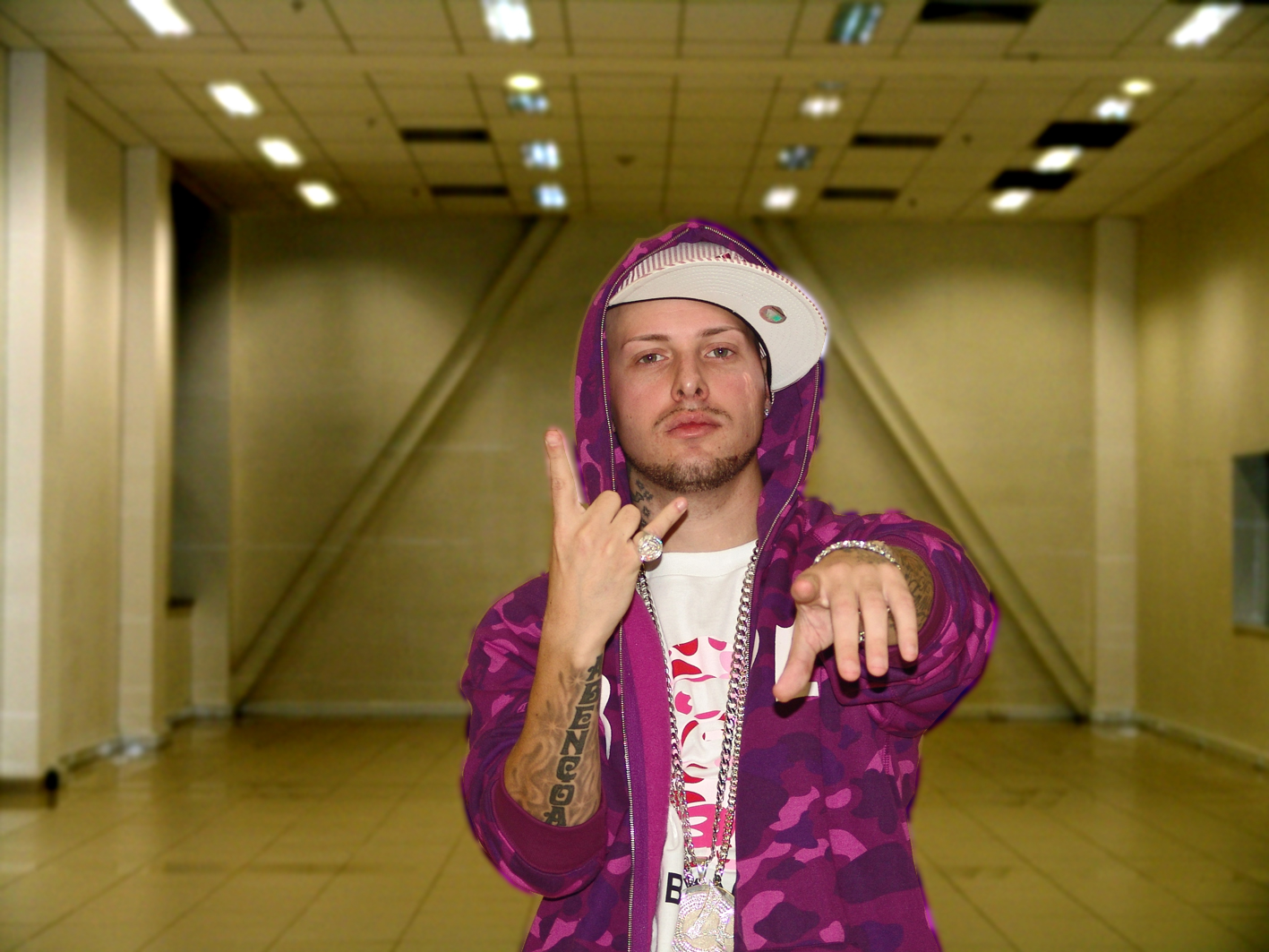
C4bal é um dos principais envolvidos em disses no rap brasileiro.

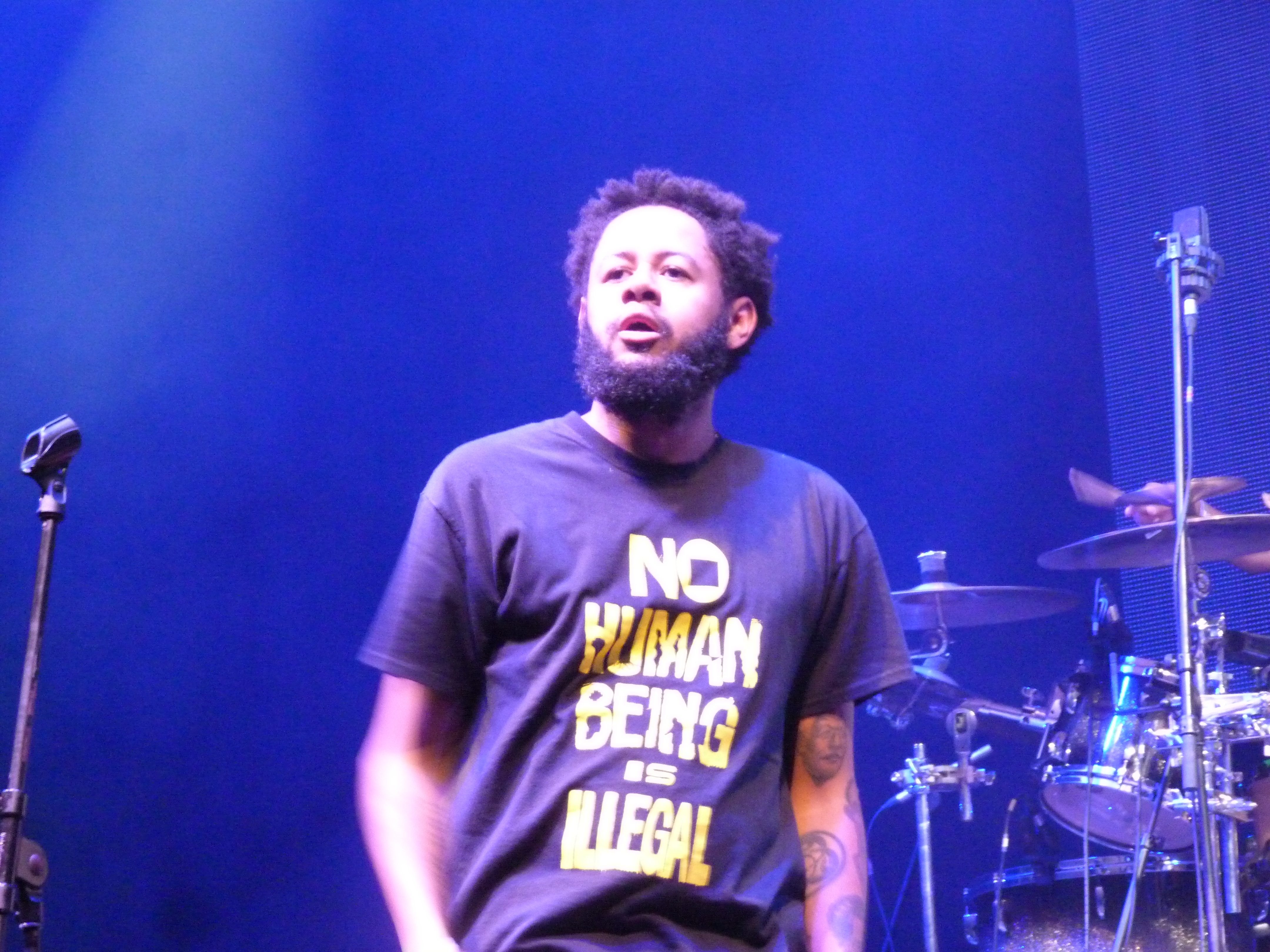
Emicida envolveu-se em diversas disses ao longo de sua carreira.

| Ano  | Canção                               | Autor                               | Alvo                                                                      | Ref           |  |
| ---- | ------------------------------------ | ----------------------------------- | ------------------------------------------------------------------------- | ------------- |  |
| 1993 | "Que Irmão é Você?"                  | Câmbio Negro                        | GOG                                                                       | [ 4 ]         |  |
| 1995 | "Falsa Malandragem"                  | Cirurgia Moral DJ Jamaika           | GOG                                                                       | [ 4 ] [ 5 ]   |  |
| 1999 | "Tá Pensanduquê?"                    | Jigaboo MC Suave                    | Gabriel O Pensador                                                        | [ 6 ]         |  |
| 2005 | "Pensa Nisso (Falso MC)"             | Apocalipse 16 Pregador Luo          | MV Bill                                                                   | [ 7 ]         |  |
| 2005 | "Fênix"                              | Dexter                              | Afro-X                                                                    | [ 8 ]         |  |
| 2006 | "Falso Profeta"                      | MV Bill                             | Pregador Luo                                                              | [ 7 ]         |  |
| 2006 | "Vai Tomar No Cú Cabal"              | MC Marechal Gutierrez               | C4bal                                                                     | [ 7 ]         |  |
| 2006 | "Foda-se Dichinelo"                  | C4bal P. Rima                       | MC Marechal Gutierrez                                                     | [ 7 ]         |  |
| 2007 | "Tem Muito Loiro"                    | Dogão MC Suave                      | C4bal                                                                     | [ 9 ]         |  |
| 2009 | "Retaliação"                         | Nocivo Shomon                       | Emicida Projota Rashid                                                    | [ 7 ]         |  |
| 2009 | "A Rua é Quem?"                      | Nocivo Shomon                       | Emicida                                                                   | [ 10 ]        |  |
| 2010 | "Malleus Maleficarum"                | C4bal                               | Emicida                                                                   | [ 11 ]        |  |
| 2010 | "128 Barras"                         | C4bal                               | Emicida Projota                                                           | [ 7 ]         |  |
| 2011 | "Bonde do Rap"                       | C4bal TimePRO                       | Bonde da Stronda                                                          | [ 12 ]        |  |
| 2011 | "Invictus (remix)"                   | C4bal                               | Emicida                                                                   | [ 13 ]        |  |
| 2013 | "MalandreX"                          | Afro-X                              | Dexter                                                                    | [ 8 ]         |  |
| 2013 | "Você Dizia Que Amava o Rap Como Eu" | Realidade Cruel                     | Emicida                                                                   | [ 14 ]        |  |
| 2014 | "InSOMnia"                           | Rodrigo Ogi Emicida                 | Nocivo Shomon Realidade Cruel C4bal                                       | [ 15 ]        |  |
| 2014 | "Nocivo"                             | A.X.L                               | Nocivo Shomon                                                             | [ 16 ]        |  |
| 2015 | "A Rua é Quem?, Parte 2"             | Nocivo Shomon                       | Emicida                                                                   | [ 10 ]        |  |
| 2016 | "Espírito Vândalo"                   | Don L                               | Filipe Ret                                                                | [ 17 ]        |  |
| 2016 | "Eu Tava Lá"                         | Lívia Cruz                          | Costa Gold Luccas Carlos                                                  | [ 18 ]        |  |
| 2016 | "Sulicídio"                          | Diomedes Chinaski Baco Exu do Blues | Nocivo Shomon Costa Gold Dalsin Don Cesão Filipe Ret                      | [ 19 ]        |  |
| 2016 | "SulTaVivo"                          | Costa Gold                          | Diomedes Chinaski Baco Exu do Blues                                       | [ 20 ]        |  |
| 2016 | "Disscarrego"                        | Nocivo Shomon                       | Diomedes Chinaski Baco Exu do Blues                                       | [ 21 ]        |  |
| 2016 | "On Hell"                            | Dalsin                              | Diomedes Chinaski Baco Exu do Blues                                       | [ 22 ]        |  |
| 2016 | "Primeira Diss"                      | Rashid                              | Rashid                                                                    | [ 23 ] [ 24 ] |  |
| 2019 | "Fim da Linha"                       | G.U.S Sethimo PRK Biggie N          | Sidoka Jovem Dex Costa Gold Baco Exu do Blues Diomedes Chinaski Bk' Don L | [ 25 ]        |  |
| 2019 | "O.J Simpsons''                      | Klyn                                | Recayd Mob                                                                | [ 26 ]        |  |
| 2019 | "YE''                                | Raffa Moreira Klyn                  | Recayd Mob Froid                                                          | [ 27 ]        |  |
| 2020 | "Mlks de SP"                         | Dfideliz                            | Spinardi                                                                  | [ 28 ]        |  |
| 2020 | "R.I.P Micaela"                      | Spinardi                            | Dfideliz                                                                  | [ 29 ]        |  |
| 2021 | "HYLANDER"- 🐀                       | Abbot ft.Somynem.grin               | Hylander                                                                  | [ 7 ]         |  |